# Fèlix Balbas
Fèlix Balbas, nacido en Milán (Italia), hijo de madre catalana y padre de origen gallega, es un especialista de animación en 3D y en efectos visuales por ordenador (VFX). Ha trabajado para grandes superproducciones de cine como Reino Unido, Nueva Zelanda o los Estados Unidos.

## Biografía
Fèlix Balbas nace en Milán, donde estudiará Bellas artes. Su trayectoria profesional se inicia en el sector de la publicidad, con la empresa Locomotion (Interactive group, de Milàn). Tres años más tarde se traslada a Alemania, donde ya empieza a hacer algunas escenas en 3D con la compañía Munich Animation y trabajando en una película de Warner Bros.. Más tarde viaja a San Francisco (California), contratado por la empresa ILM (Industrial Light & Magic), la compañía de George Lucas, donde permanece durante 4 años. En 1999 se traslada a Nueva Zelanda donde vive un año y medio trabajando con Creature TD. A principios de 2001 viaja a Londres, donde trabaja por la empresa Frame Store. Siete años después vuelve a Nueva Zelanda con la empresa Weta Digital, donde permanecerá un año. El año 2009 vuelve a Londres, esta vez con la compañía Double Negative. Entre 2011 y 2012 colabora con la agencia MPC hasta mudarse en Barcelona y crear su propia empresa, denominada MINIMO VFX, con otros dos socios. El junio de 2014 crea y dirige la feria de VFX b'Ars, en Barcelona, ya a su edición 12 en el 2025.
.
El 2015, se inicia como director de la primera titulación universitaria de animación y VFX en Cataluña, y posiblemente el primero de su género, puesto que no solo forma en las técnicas 3d/2d, sino que también centra el grado en la creación de IP, Aspectos de gestión de marketing y producción.

## Filmografía[5]
- 2025 Dog Man (rigging supervisor: Minimo Vfx)
- 2022 Spirit untamed (rigging supervisor: Minimo Vfx)
- 2020 Trolls World Tour (rigging supervisor: Minimo Vfx)
- 2017 Curva (rigging supervisor: Minimo Vfx)
- 2016 Un monstruo viene a verme (creature td: Minimo Vfx)
- 2016 Løvekvinnen (creature supervisor: Minimo Vfx)
- 2016 League of Gods (rigging supervisor: Minimo Vfx)
- 2014 Monsters: El continente oscuro (Rigging Supervisor: Creature Build - Minimo Vfx)
- 2014 Pudsey the Dog: The Movie (Rigging Supervisor: Character Rigging and Fuero Setup: Minimo Vfx)
- 2014 The Nostalgist (corto) (creature TD: Minimo VFX)
- 2013 /Y The Machine (visual effects supervisor: Minimo VFX)
- 2012 John Carter (rigging: Double Negative)
- 2009 Avatar (senior creature technical director: Weta Digital)
- 2007 La brújula dorada (lead rigger: Framestore CFC)
- 2007 Harry Potter y la Orden del Fénix (character rigging supervisor: Framestore CFC)
- 2006 Children of Men (rigger: Framestore CFC)
- 2006 X-Men: The Last Stand (visual effects rigger: Framestore CFC)
- 2005 Harry Potter y el cáliz de fuego (character rigging supervisor: Framestore-CFC)
- 2004 Harry Potter y el prisionero de Azkaban (rigging supervisor: Framestore CFC) / (technical director: Framestore CFC)
- 2002 El Señor de los Anillos: las dos torres (creature facial lead: Weta Digital)
- 2002 Harry Potter y la cámara secreta (computer graphics artist: Framestore CFC)
- 2001 El Señor de los Anillos: la Comunidad del Anillo (creature technical director: Weta Digital)
- 1998 Jack Frost (technical director: ILM)
- 1997 Flubber (technical director: ILM)
- 1997 Los músicos de Bremen (3D artist: Munich Animation)

## b'ARS[6]
b'Ars - Barcelona International Arts&Vfx Fair -  es una feria profesional del sector de las artes y efectos visuales (VFX), abierta al público, creada por Felix Balbas. Se trata de un punto de encuentro del Mediterráneo para la producción, VR, videojuegos, VFX y un negocio de plataforma cruzada, aportando personalidades relacionadas con contenidos digitales A-list, a artistas de todo el mundo (ILM, Weta Digital, Framestore, MPC, Cinesite, The Mill, etc.). La primera edición fue celebrada en el año 2014 al Arte Santa Mónica, con el apoyo de la Generalitat y el Ayuntamiento de Barcelona. Esta feria incluye masterclasses, conferencias, eventos artísticos, proyecciones, etc.